# Moldavie aux Jeux olympiques d'été de 2016
La Moldavie participe aux Jeux olympiques d'été de 2016 à Rio de Janeiro au Brésil du 5 août au 21 août. Il s'agit de sa 6e participation à des Jeux d'été.

## Médaillés
| Médaille           | Nome               | Sport | Epreuve    | Date       |
| ------------------ | ------------------ | ----- | ---------- | ---------- |
| Médaille de bronze | Serghei Tarnovschi | Canoë | C-1 1000 m | 16.08.2016 |

## Athlétisme
Hommes
Courses
| Athlète       | Épreuve  | Finale   | Finale |
| Athlète       | Épreuve  | Résultat | Rang   |
| ------------- | -------- | -------- | ------ |
| Roman Prodius | marathon | 2:27:01  | 105    |

Concours
| Athlète           | Épreuve           | Qualification | Qualification | Finale   | Finale |
| Athlète           | Épreuve           | Résultat      | Rang          | Résultat | Rang   |
| ----------------- | ----------------- | ------------- | ------------- | -------- | ------ |
| Serghei Marghiev  | Lancer du marteau | 74,97         | 6 q           | 74,14    | 10     |
| Ivan Emilianov    | Lancer du poids   | 17,83         | 32            | -        | -      |
| Vladimir Letnicov | Triple saut       | 15,29         | 38            | -        | -      |

Femmes
Courses
| Athlète          | Épreuve  | Finale     | Finale |
| Athlète          | Épreuve  | Résultat   | Rang   |
| ---------------- | -------- | ---------- | ------ |
| Lilia Fisikovici | marathon | 2:34:05 PB | 27     |

Concours
| Athlète           | Épreuve           | Qualification | Qualification | Finale   | Finale |
| Athlète           | Épreuve           | Résultat      | Rang          | Résultat | Rang   |
| ----------------- | ----------------- | ------------- | ------------- | -------- | ------ |
| Natalia Stratulat | Lancer du disque  | 53,27         | 30            | -        | -      |
| Dimitriana Surdu  | Lancer du poids   | 15,25         | 35            | -        | -      |
| Marina Nikisenko  | Lancer du marteau | 65,19         | 24            | -        | -      |
| Zalina Marghieva  | Lancer du marteau | 71,72         | 5 q           | 73,50    | 5      |

## Canoë-kayak

### Course en ligne
| Athlète                            | Compétition | Éliminatoires | Éliminatoires | Demi-finales | Demi-finales | Finale A | Finale A | Finale B | Finale B | Rang final |
| Athlète                            | Compétition | Temps         | Rang          | Temps        | Rang         | Temps    | Rang     | Temps    | Rang     | Rang final |
| ---------------------------------- | ----------- | ------------- | ------------- | ------------ | ------------ | -------- | -------- | -------- | -------- | ---------- |
| Serghei Tarnovschi                 | C1 – 1000 m | 4:05.193      | 1 Q FA        | -            | -            | 4:00.852 | DSQ      | -        | -        | -          |
| Oleg Tarnovschi                    | C1 – 200 m  | 40.852        | 2 Q SF        | 40.715       | 3 Q FB       | -        | -        | 40.280   | 4        | 12         |
| Oleg Tarnovschi Serghei Tarnovschi | C2 – 1000 m |               |               |              |              |          |          |          |          |            |

## Haltérophilie
| Serghei Cechir | -69 kg | 144 | 8 | 178 | 8 | 322 | 6 | 6 | 6 | 6 | 6 | 6 |
| Alexandru Șpac | -77 kg | 155 | 7 | 192 | 4 | 347 | 5 | 5 | 5 | 5 | 5 | 5 |

| Natalia Prișcepa | -75 kg | 97 | 12 | 116 | 12 | 213 | 12 | 12 | 12 | 12 | 12 | 12 |

## Judo
| Athlète          | Catégorie | 1/32 de finale      | 1/16 de finale                  | 1/8 de finale               | Quarts de finale    | Demi-finales        | Repêchage 1         | Repêchage 2         | Finale / MMB        | Finale / MMB |
| Athlète          | Catégorie | Adversaire Résultat | Adversaire Résultat             | Adversaire Résultat         | Adversaire Résultat | Adversaire Résultat | Adversaire Résultat | Adversaire Résultat | Adversaire Résultat | Rang         |
| ---------------- | --------- | ------------------- | ------------------------------- | --------------------------- | ------------------- | ------------------- | ------------------- | ------------------- | ------------------- | ------------ |
| Valeriu Duminică | -81 kg    | Bye                 | Mrvaljević Monténégro 002 - 000 | Marconcini Italie 010 - 110 | non qualifié        | non qualifié        | non qualifié        | non qualifié        | non qualifié        | 9e           |

## Lutte
| Athlète          | Compétition | Qualification                  | Huitièmes de finale       | Quarts de finale    | Demi-finales        | Repêchage 1         | Repêchage 2         | Finale              | Finale |
| Athlète          | Compétition | Adversaire Résultat            | Adversaire Résultat       | Adversaire Résultat | Adversaire Résultat | Adversaire Résultat | Adversaire Résultat | Adversaire Résultat | Rang   |
| ---------------- | ----------- | ------------------------------ | ------------------------- | ------------------- | ------------------- | ------------------- | ------------------- | ------------------- | ------ |
| Lutte libre      |             |                                |                           |                     |                     |                     |                     |                     |        |
| Evgheni Nedealco | -74 kg      | Usserbayev Kazakhstan D 1–4 SP | non qualifié              | non qualifié        | non qualifié        | non qualifié        | non qualifié        | non qualifié        | 16e    |
| Nicolae Ceban    | -97 kg      | Bye                            | Saritov Roumanie D 1–3 PP | non qualifié        | non qualifié        | non qualifié        | non qualifié        | non qualifié        | 12e    |

| Athlète            | Compétition | Qualification           | Huitièmes de finale | Quarts de finale    | Demi-finales        | Repêchage 1         | Repêchage 2         | Finale              | Finale |
| Athlète            | Compétition | Adversaire Résultat     | Adversaire Résultat | Adversaire Résultat | Adversaire Résultat | Adversaire Résultat | Adversaire Résultat | Adversaire Résultat | Rang   |
| ------------------ | ----------- | ----------------------- | ------------------- | ------------------- | ------------------- | ------------------- | ------------------- | ------------------- | ------ |
| Lutte libre        |             |                         |                     |                     |                     |                     |                     |                     |        |
| Mariana Cherdivara | -58 kg      | Antes Équateur V 3–0 PO | Malik Inde D 1–3 PP | non qualifiée       | non qualifiée       | non qualifiée       | non qualifiée       | non qualifiée       | 11e    |

## Natation
Hommes
| Athlète       | Compétition      | Séries   | Séries | Demi-finales | Demi-finales | Finale       | Finale       |
| Athlète       | Compétition      | Résultat | Rang   | Résultat     | Rang         | Résultat     | Rang         |
| ------------- | ---------------- | -------- | ------ | ------------ | ------------ | ------------ | ------------ |
| Alexei Sancov | 200 m nage libre | 1:48:85  | 34     | non qualifié | non qualifié | non qualifié | non qualifié |

Femmes
| Athlète        | Compétition  | Séries   | Séries | Demi-finales  | Demi-finales  | Finale        | Finale        |
| Athlète        | Compétition  | Résultat | Rang   | Résultat      | Rang          | Résultat      | Rang          |
| -------------- | ------------ | -------- | ------ | ------------- | ------------- | ------------- | ------------- |
| Tatiana Chișca | 100 m brasse | 1:11:37  | 36     | non qualifiée | non qualifiée | non qualifiée | non qualifiée |

## Taekwondo
| Athlète    | Compétition | Huitièmes de finale          | Quarts de finale    | Demi-finales        | Repêchage 1         | Repêchage 2         | Finale              | Finale |
| Athlète    | Compétition | Adversaire Résultat          | Adversaire Résultat | Adversaire Résultat | Adversaire Résultat | Adversaire Résultat | Adversaire Résultat | Rang   |
| ---------- | ----------- | ---------------------------- | ------------------- | ------------------- | ------------------- | ------------------- | ------------------- | ------ |
| Aaron Cook | -80 kg      | Liu W-t Taipei chinois D 1–4 | non qualifié        | non qualifié        | non qualifié        | non qualifié        | non qualifié        | 11e    |

## Tennis
| Sportiv    | Compétition       | 1er tour                          | 2e tour                  | 3e tour             | Quarts de finale    | Demi-finales        | Finale              | Finale |
| Sportiv    | Compétition       | Adversaire Résultat               | Adversaire Résultat      | Adversaire Résultat | Adversaire Résultat | Adversaire Résultat | Adversaire Résultat | Rang   |
| ---------- | ----------------- | --------------------------------- | ------------------------ | ------------------- | ------------------- | ------------------- | ------------------- | ------ |
| Radu Albot | individuel hommes | Gabashvili Russie (4–6, 6–4, 6–4) | Čilić Croatie (3-6, 4-6) | non qualifié        | non qualifié        | non qualifié        | non qualifié        | 17e    |

## Tir à l'arc
| Athlète         | Compétition       | Tour préliminaire | Tour préliminaire | 1er tour          | 2e tour          | 3e tour          | Quarts de finale | Demi-finales     | Finale           | Finale |
| Athlète         | Compétition       | Score             | Rang              | Adversaire Score  | Adversaire Score | Adversaire Score | Adversaire Score | Adversaire Score | Adversaire Score | Rang   |
| --------------- | ----------------- | ----------------- | ----------------- | ----------------- | ---------------- | ---------------- | ---------------- | ---------------- | ---------------- | ------ |
| Alexandra Mirca | Individuel femmes | 636               | 27                | Román Mexique 6:4 | Wu Chine 0:6     | non qualifiée    | non qualifiée    | non qualifiée    | non qualifiée    | 17e    |